# Trend Onlinezeitung
Die Trend Onlinezeitung (Eigenschreibweise trend ONLINEZEITUNG), vielfach auch als Trend-infopartisan oder in Kurzform Trend online bezeichnet, war eine linke Online-Zeitschrift, die von Januar 1996 bis Januar 2021 erschien. Sie wurde in der Domain infopartisan.net (von 1998 bis 2004 partisan.net) veröffentlicht, die über Trend Online hinaus Heimat für viele Archive linker Texte und Kontroversen war und ist. Trend online wurde zuletzt von Karl-Heinz Schubert, der schon zu den vier Gründern gehörte, herausgegeben.
Trend online bot tagesaktuelle linke Themen sowie Diskussionen dazu. Ein Markenzeichen war es, gegensätzlichste Texte nebeneinander stehen zu haben, die an anderer Stelle zu heftigen Kontroversen geführt hätten. Zusätzlich stellt es eine umfassende Sammlung linker, teilweise grundlegender Texte bereit.
Alle bisher erschienenen Ausgaben sowie auch die anderen bisher veröffentlichten Texte sind nach wie vor in infopartisan.net verfügbar, jetzt als „Archive für linke Politik“. Trend online sowie infopartisan.net sind inzwischen eine wichtige Quelle für viele Veröffentlichungen, die sich mit der Geschichte der Linken seit 1968 beschäftigen.

## Geschichte und inhaltliche Entwicklung
Vorgänger von trend online war die Zeitschrift Trend, die seit 1985 von vier Mitgliedern der Sektion Kreuzberg der Gewerkschaft Erziehung und Wissenschaft als Druckausgabe herausgegeben wurde. 1995 ließ der Gewerkschaftsvorstand nach einem politisch anstößigen Artikel eine Ausgabe einstampfen und entzog der Zeitschrift die Mittel, in der Erwartung, dass diese eingehen würde. Doch die Herausgeber wollten weiter ein linkes Magazin machen, brachten sich selbst HTML bei und publizierten fortan im Internet. Die erste Ausgabe des Trend online erschien am 18. Januar 1996.
Die Herausgeber erkannten sehr schnell, dass Themen wie Probleme an Berliner Schulen für eine weltweite Community nicht interessant sind und konzentrierten sich deshalb zunächst auf die Vernetzung linker Gruppen im Internet.
1998 löschte der Internetprovider BerliNet die Seiten von Trend online aufgrund von Streitigkeiten um Speicherplatz. Die Löschung betraf nach eigenen Angaben nicht nur Trend online, sondern auch verschiedene durch Trend online betreute Projekte und deren Datenbestände. Die sich daraus ergebende Zwangspause wurde genutzt, um die bisherigen Erfahrungen auszuwerten und führte letztendlich zur Gründung der Domain partisan.net, in der sich eine Vielzahl linker Gruppen vereinigten.
Ende der 90er Jahre stand eine erneute Konzeptänderung an, da die verschiedenen Gruppen sich zunehmend eigene Internetseiten erstellten. In der Folge wurde Trend online zu einer virtuellen Bibliothek ausgebaut, was zunehmende Anerkennung der Internetnutzer mit sich brachte. Im Zentrum stehen Archive, Quellensammlungen, Datenbanken und aktuelle Diskussionspapiere, auf die jedermann zugreifen kann. In Trend online finden sich zahlreiche sonst nicht mehr zugängliche Bücher, Artikel und Broschüren. Ebenso werden thematisch geordnete Sammlungen von Texten angeboten, darunter wichtige Grundlagentexte.
Im März 2004 wurde die Domain partisan.net von einem ehemaligen Trend-Redakteur okkupiert und Trend online sowie alle anderen Projekte ausgeschlossen. In der Konsequenz wurde die Domain infopartisan.net eröffnet und Trend online sowie alle anderen Projekte aus Kopien der Datenbestände dort verfügbar gemacht. Seit der Ausgabe 05/2004 erscheint Trend online unter infopartisan.net. Die okkupierte Domain partisan.net wurde durch den Okkupanten geschlossen, später wurde sie für verschiedenste Zwecke als Website genutzt, die keinerlei Bezug zu dem ursprünglichen partisan.net haben.
Zuletzt gab es immer wieder durch Karl-Heinz Schubert (den letzten verbliebenen Herausgeber) gestartete Diskussionsforen zu verschiedenen Themen.
Im Januar 2021 erschien die letzte Ausgabe von Trend online, in der ihre Einstellung zum 1. Februar 2021 verkündet wurde. Gleichzeitig wurde detailliert aufgeführt, wie Trend online und infopartisan als Archiv weiterbestehen sollen.

## Rezeption
Trend online gilt als eine Plattform, auf der Texte nebeneinanderstehen können, die an anderer Stelle zu heftigen Kontroversen führen würden:

„Zum Markenzeichen der Online-Zeitung Trend-Info-Partisan gehört es, dass dort seit 25 Jahren Texte und Diskussionsbeiträge nebeneinanderstehen können, die in anderen Foren zu heftigen Auseinandersetzungen geführt hätten“

Gleichzeitig gilt Trend online als ein Fundus sowohl thematisch gesammelter als auch grundlegender historischer Texte über die Linke seit 1968. Es wird vielfach in neuerer Literatur über die Linke als Quelle verwendet.
Trend online hat es vielen Kleingruppen einer politisch zersplitterten Linken ermöglicht, ein gegenüber ihren eigenen Organen breiteres Publikum zu erreichen und darüber hinaus einen Austausch und Diskussion zwischen diesen Gruppen erreicht.

„In jedem Fall hat Trend-Online einem realen Bedürfnis einer politisch zersplitterten Linken links von der Sozialdemokratie Rechnung getragen – dem Bedürfnis, ein breiteres Publikum zu erreichen, als es die eigenen Organe vermochten, wie auch dem nach Austausch und Diskussion. Trend-Online stellte somit auch einen Ansatzpunkt dar, eine Art Gegenöffentlichkeit zur bürgerlichen herzustellen.“